# Esercito del Lussemburgo
L'esercito del Lussemburgo (in lussemburghese Lëtzebuerger Arméi, in francese Armée luxembourgeoise) è l'attuale forza armata terrestre del piccolo stato europeo del Lussemburgo, e costituisce la componente principale della Force Publique, l'insieme dei corpi armati dello stato che comprende anche la polizia civile (Police Grand-Ducale); il Lussemburgo non dispone invece di una aeronautica o di una marina militare.
Scopo principale dell'esercito lussemburghese è quello di garantire l'indipendenza e la sovranità del granducato; in aggiunta a ciò, il Lussemburgo è membro a pieno titolo della NATO, e contribuisce con le sue forze militari alle operazioni dell'alleanza (come la missione IFOR in Bosnia nel 1994, o la missione ISAF in Afghanistan). I soldati lussemburghesi hanno inoltre partecipato a missioni di peacekeeping e mantenimento della pace promosse dall'ONU, e dal 1992 un contingente lussemburghese è parte integrante dell'Eurocorps, forza multinazionale sotto il controllo dell'Unione europea.

## Storia

### Origini

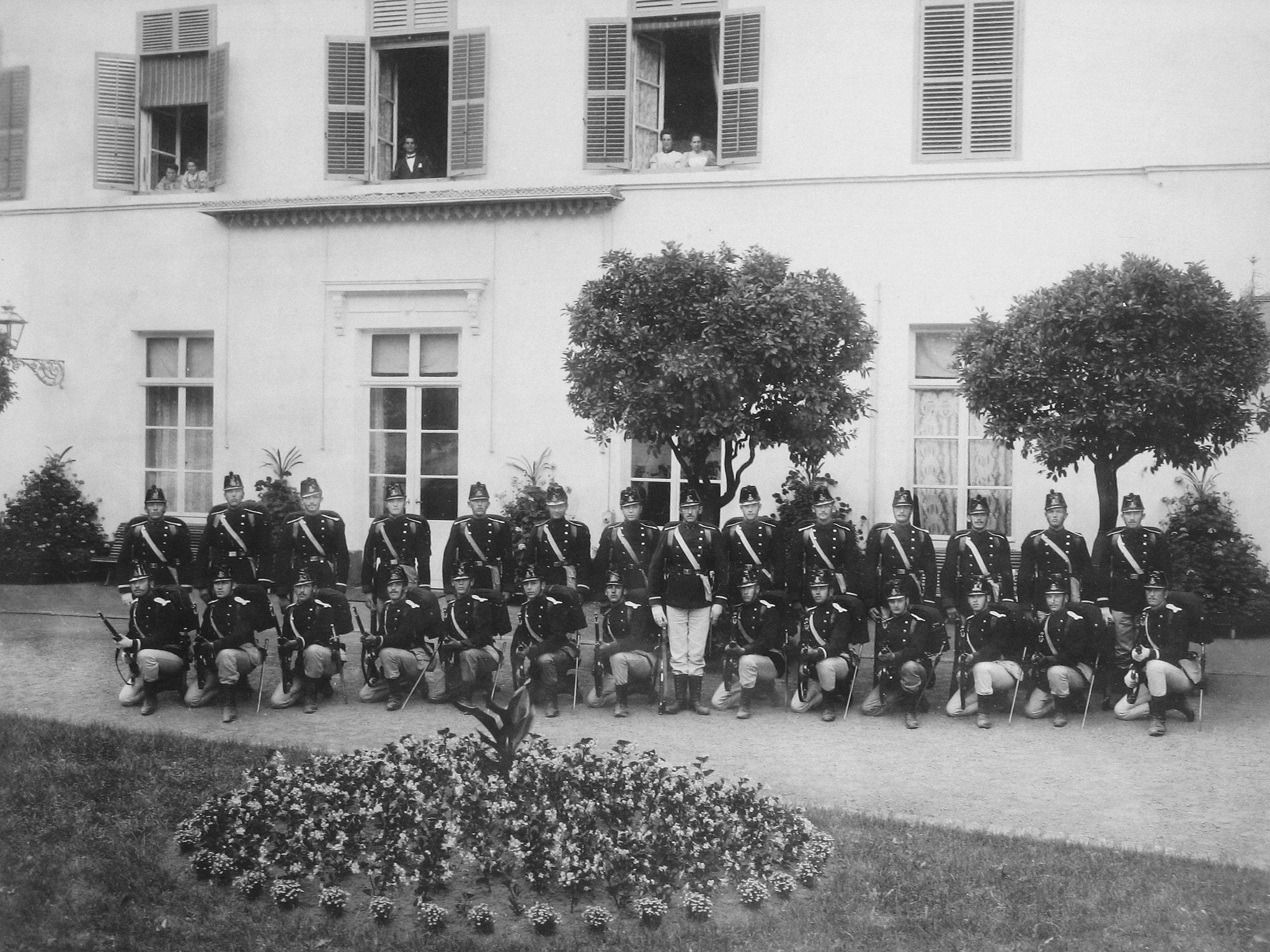
Soldati lussemburghesi nel 1912.

La prima formazione militare semi-regolare del paese venne costituita nel gennaio del 1817, sotto il regno del granduca Guglielmo I (a quel tempo sovrano anche del Regno Unito dei Paesi Bassi): la milizia (Milice) era una forza di circa 3 000 uomini, arruolati in servizio per cinque anni (uno di servizio attivo, quattro di riserva con richiamo per tre mesi all'anno), ed integrata all'interno dell'esercito del Regno. Con il trattato dei XXIV articoli del novembre del 1831 (poi ratificato ed entrato in vigore nel 1839), il granducato venne separato dal Regno dei Paesi Bassi ed unito alla Confederazione germanica; sempre in base al trattato, il Lussemburgo ed il ricostituito Ducato di Limburgo erano tenuti a fornire insieme un contingente militare (Contingent Fédéral) per i bisogni della confederazione, composto da circa 1 300 uomini distribuiti tra un battaglione di fanteria leggera, uno squadrone di cavalleria ed un distaccamento di artiglieria. Nel 1846 il contingente del Lussemburgo venne separato da quello del Limburgo: le unità di cavalleria e di artiglieria furono soppresse, e venne creato un secondo battaglione di fanteria leggera, portando l'organico complessivo a 1 600 uomini.
La Confederazione germanica si dissolse all'indomani della guerra austro-prussiana, e l'11 maggio 1867 il Lussemburgo acquisì una piena indipendenza, proclamandosi al tempo stesso permanentemente neutrale; la difesa della nazione venne affidata ad un Corps de Chasseurs Luxembourgeois, composto sempre da due battaglioni (ridotti ad uno nel 1868) di fanteria leggera su 1 500 effettivi (ridotti poi a 500). Il 16 febbraio 1881, con una nuova legge di difesa, il battaglione cacciatori e tutto il sistema della milizia venne soppresso, rimpiazzati con una vera e propria forza armata nazionale lussemburghese, considerata la vera antesignana del moderno esercito del granducato: il "Corpo dei gendarmi e dei volontari" (Corps des Gendarmes et Volontaires) era organizzato su una compagnia di gendarmi di 125 uomini (responsabile del mantenimento dell'ordine interno), ed una "compagnia volontaria" di 140-170 uomini (responsabile delle funzioni prettamente militari); questa organizzazione rimarrà invariata fino al 1939.

### Le due guerre mondiali

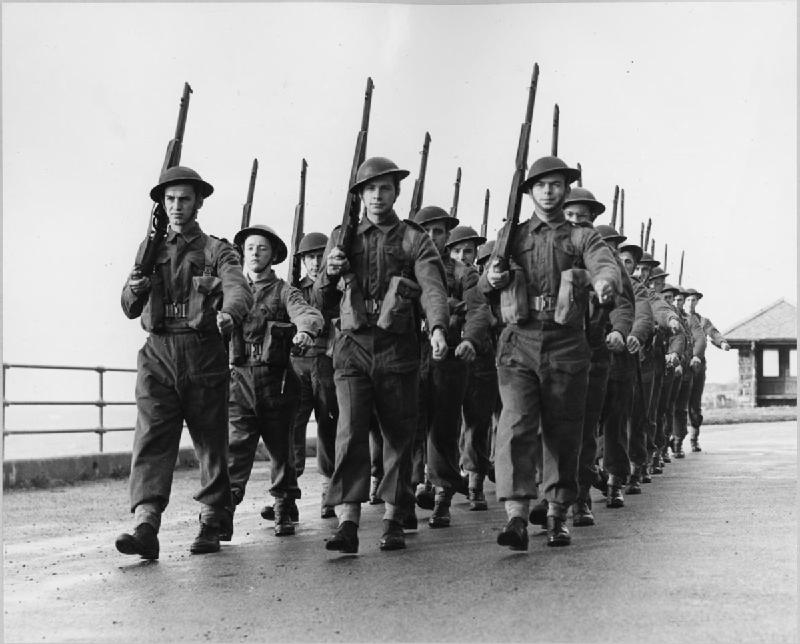
Soldati lussemburghesi in addestramento nel Regno Unito durante il periodo della seconda guerra mondiale.

La "compagnia volontaria" era ovviamente troppo esigua per potersi opporre all'invasione tedesca del 2 agosto 1914, e la stessa granduchessa Maria Adelaide diede ordine alla piccola forza di non offrire resistenza; il Paese venne occupato militarmente, anche se le istituzioni statali vennero lasciate in piedi e poterono godere di una ridotta autonomia. Sebbene il governo lussemburghese si fosse proclamato neutrale nel conflitto, circa 3 700 lussemburghesi residenti all'estero si offrirono volontari per combattere a fianco degli Alleati (inseriti, in particolare, nei ranghi della Legione straniera francese), e almeno 2 000 di essi caddero in combattimento (approssimativamente l'1% della popolazione del granducato). Il Paese venne infine liberato da truppe statunitensi e francesi nel novembre del 1918, e restaurato nella sua piena indipendenza.
L'organizzazione militare lussemburghese subì alcune modifiche nel settembre del 1939: la compagnia di gendarmi venne incrementata a 255 uomini e la "compagnia volontaria" a 425, con un ulteriore corpo di ausiliari militari di 125 uomini; tutte queste forze vennero coinvolte nella seconda guerra mondiale quando il 10 maggio 1940 i tedeschi invasero per la seconda volta il Paese: alcune unità di gendarmi vennero coinvolte in scaramucce lungo il confine, ma il grosso delle forze armate ricevette l'ordine di non opporsi all'invasione, ed il Paese venne occupato nel giro di ventiquattr'ore. A differenza della prima occupazione, il territorio venne formalmente annesso alla Germania nazista e tutte le istituzioni statali furono sciolte; la "compagnia volontaria" venne trasformata in una unità di polizia tedesca ed impiegata per la lotta antipartigiana in varie località europee (in particolare in Jugoslavia). Circa 12 500 lussemburghesi vennero arruolati nella Wehrmacht, prestando servizio in particolare sul fronte orientale; 3 700 di essi morirono o furono dichiarati dispersi, mentre un migliaio furono richiusi nel campo per prigionieri di guerra di Tambov, in URSS.

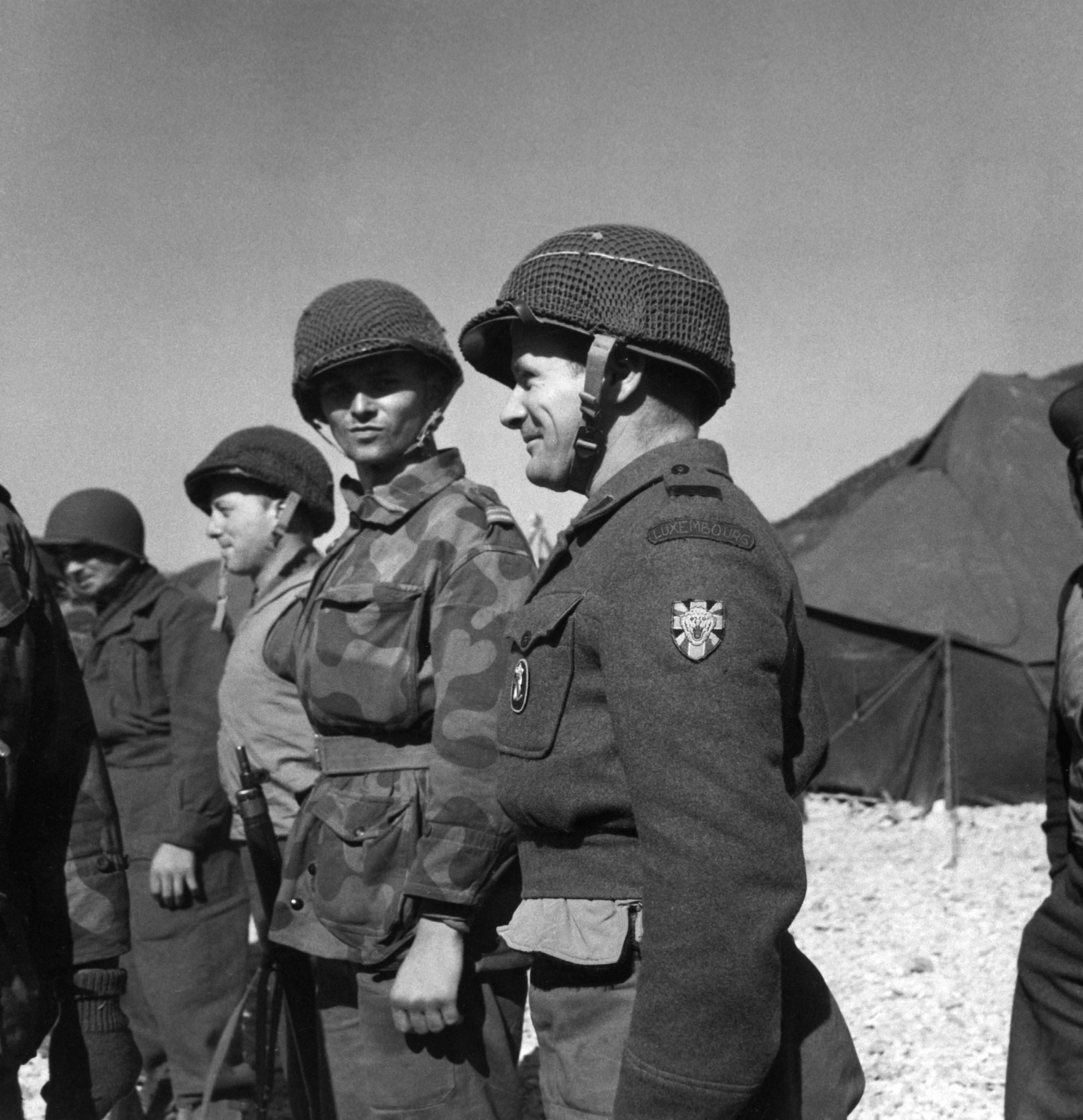
Soldati lussemburghesi in Corea, 1953

Un piccolo movimento di resistenza rimase attivo nel Paese, anche se condusse principalmente azioni di propaganda e guerra psicologica, e di aiuto agli ebrei e ai renitenti alla leva; diversi volontari lussemburghesi prestarono servizio a fianco delle truppe Alleate, inseriti nelle forze armate britanniche, statunitensi o della Francia libera. Nel marzo del 1944 il governo in esilio lussemburghese a Londra costituì una batteria d'artiglieria (conosciuta semplicemente come Luxembourg Battery) con veterani lussemburghesi della Legione straniera e disertori della Wehrmacht, da aggregare alla 1ª Brigata belga libera (meglio nota come Brigade Piron); la batteria, con un organico di 80 uomini, sbarcò in Francia con il resto della brigata nell'agosto del 1944, partecipando alla liberazione del Belgio e dello stesso Lussemburgo nel settembre seguente. Con il decreto della granduchessa Carlotta del 30 novembre 1944, venne introdotta la coscrizione obbligatoria e costituito ufficialmente il moderno esercito lussemburghese, organizzato su due battaglioni di fanteria ed una Garde grand-ducale della forza di una compagnia, per un totale di 2 150 uomini; queste forze non parteciparono a eventi bellici, ma nell'immediato dopoguerra furono impiegate come truppe d'occupazione nella zona francese della Germania.

### Dal dopoguerra ad oggi

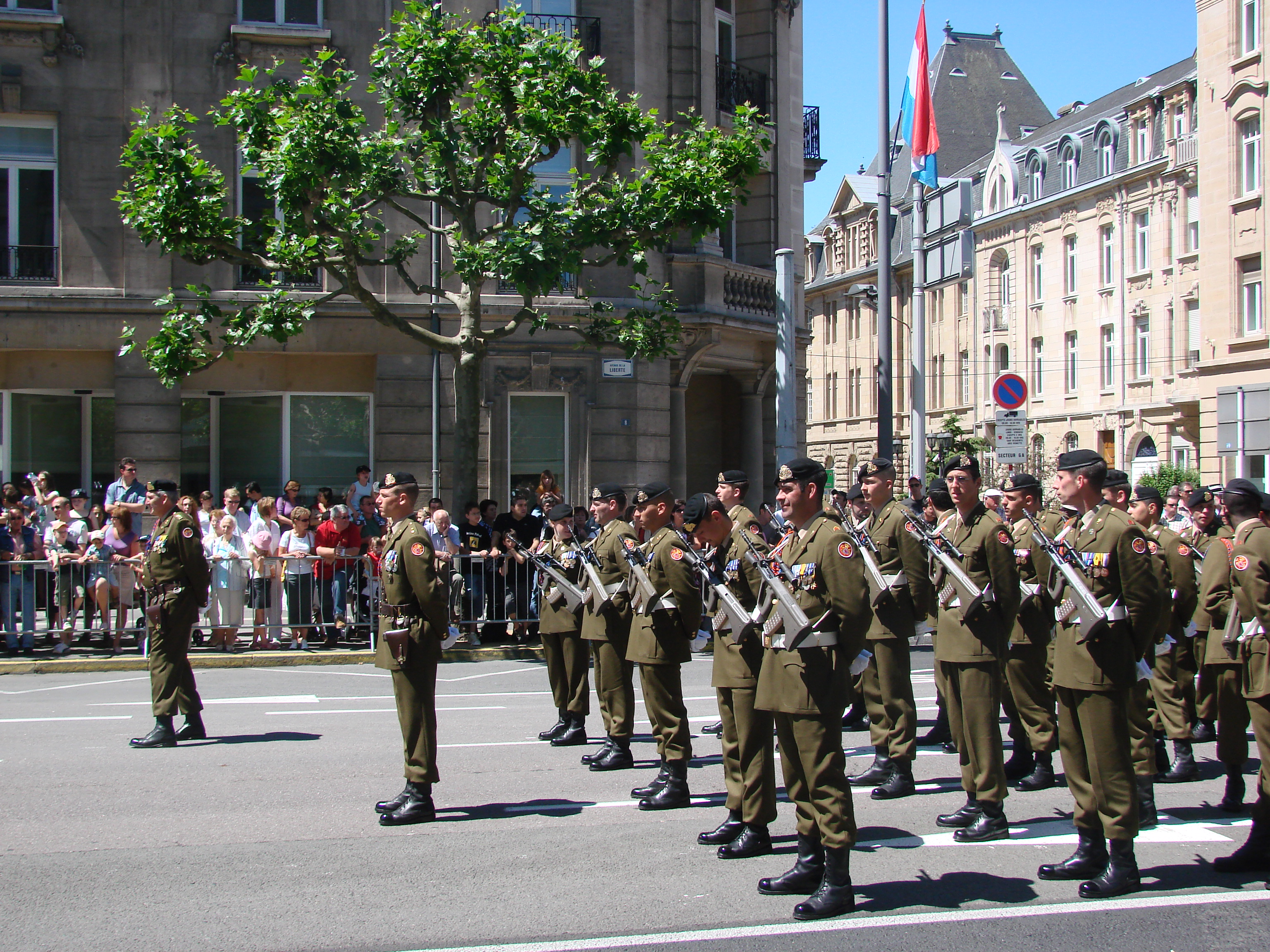
Soldati lussemburghesi durante la parata per la giornata nazionale, 23 giugno 2008

Abbandonando la tradizionale neutralità, nel marzo del 1948 il Lussemburgo siglò il trattato di Bruxelles, e nell'aprile del 1949 fu tra gli stati fondatori della NATO. Nel gennaio del 1951, un plotone lussemburghese di 45 uomini venne inviato a prendere parte alla guerra di Corea, integrato all'interno del più ampio battaglione belga delle Nazioni Unite; un secondo plotone si sostituì al primo nel marzo del 1952, rimanendo in Corea fino alla fine delle ostilità. Due lussemburghesi rimasero uccisi e 17 feriti nel corso del conflitto.
Tra il 1955 ed il 1960, il Lussemburgo mise a disposizione della NATO un Groupement Tactique Régimentaire della forza di 4 750 uomini, divisi in tre battaglioni di fanteria, un battaglione d'artiglieria e numerose compagnie d'appoggio e servizi; in aggiunta a queste forze, venne organizzato un Commandement du Territoire responsabile della difesa interna, che disponeva di due battaglioni di fanteria (uno mobile ed uno statico), una compagnia da ricognizione (la vecchia Garde grand-ducale) e alcune unità di supporto. L'impopolarità della coscrizione e vari problemi economici portarono ad una profonda riorganizzazione dell'esercito nel giugno del 1967: il servizio militare venne reso totalmente volontario (il primo di questo tipo nell'Europa continentale dalla fine della seconda guerra mondiale), ed il contingente assegnato alla NATO ridotto ad un battaglione di fanteria motorizzata (1er Bataillon d'Infanterie OTAN), integrato nella ACE Mobile Force (Land) (antesignana della moderna NATO Response Force); anche le forze per la difesa territoriale furono considerevolmente diminuite, venendo ridotte ad un'unica compagnia di fanteria.
In ambito NATO, piccoli contingenti lussemburghesi hanno preso parte alle missioni IFOR e SFOR in Bosnia ed Erzegovina nel 1994-1995, alla missione KFOR in Kosovo nel 1999, e alla missione ISAF in Afghanistan dal 2003. In ambito ONU, distaccamenti lussemburghesi hanno partecipato alla missione UNPROFOR in Bosnia nel 1993 e alla missione UNIFIL in Libano dal 2006.

## Struttura
L'esercito lussemburghese ha come comandante in capo nominale il granduca (attualmente, Enrico di Lussemburgo), il quale ha il grado di generale; sul piano operativo, il comando è esercitato dal capo di stato maggiore dell'esercito (attualmente, il generale Alain Duschene), il quale risponde al ministero della difesa (a sua volta integrato nel ministero degli affari esteri). L'organizzazione attuale delle forze terrestri risale al 1987: lo stato maggiore dell'esercito controlla le varie branche della forza armata, la più importante delle quali è il Centre militaire, che raccoglie le principali unità operative; queste si strutturano su quattro compagnie:
- Compagnie A: è un'unità di fanteria motorizzata, composta da un plotone comando e tre plotoni da ricognizione; è l'unità assegnata permanentemente all'Eurocorps e alla NATO Response Force, normalmente integrata all'interno del contingente belga. Ciascuno dei quattro plotoni della compagnia è equipaggiato con due Humvee M1114 armati con una mitragliatrice Browning M2 da 12,7mm.
- Compagnie B: è l'unità educativa dell'esercito, responsabile dei corsi di formazione avanzata del personale e distaccata presso L'Ecole de l'Armee di Diekirch.
- Compagnie Commandement et Instruction: è l'unità comando dell'esercito, responsabile delle attività amministrative come pure della formazione di base delle reclute; è inoltre responsabile della sezione sportiva dell'esercito.
- Compagnie D: è un'unità di fanteria motorizzata, con organizzazione speculare alla Compagnie A; in passato formava il contributo del Lussemburgo alla ACE Mobile Force Land NATO, attualmente è incaricata della difesa territoriale e fornisce contingenti per le missioni a guida NATO, ONU e UE.

## Equipaggiamento

### Mezzi terrestri
| Veicolo      | Origine     | Tipo                             | Versione    | In servizio | Note                                                                   | Immagine |
| ------------ | ----------- | -------------------------------- | ----------- | ----------- | ---------------------------------------------------------------------- | -------- |
| ATF Dingo    | Germania    | Veicolo blindato per la fanteria | Dingo 2     | 48          |                                                                        |          |
| Humvee       | Stati Uniti | Veicolo da ricognizione          | M1114 HMMWV | 33          |                                                                        |          |
| Scania G 480 | Svezia      | Autocarro 8 x 8                  | G 480       | 31          | 13 degli autocarri sono stati dotati di cabina resistente a mine e IED |          |

### Mezzi aerei
Sezione aggiornata annualmente in base al World Air Force di Flightglobal del corrente anno. Tale dossier non contempla UAV, aerei da trasporto VIP ed eventuali incidenti accorsi durante l'anno della sua pubblicazione. Modifiche giornaliere o mensili che potrebbero portare a discordanze nel tipo di modelli in servizio e nel loro numero rispetto a WAF, vengono apportate in base a siti specializzati, periodici mensili e bimestrali. Tali modifiche vengono apportate onde rendere quanto più aggiornata la tabella.
| Aeromobile                     | Origine        | Tipo                           | Versione (denominazione locale) | In servizio (2024) | Note | Immagine |
| Aerei per impieghi speciali    |                |                                |                                 |                    | |          |
| Boeing E-3 Sentry              | Stati Uniti    | AWACS                          | E-3A                            | 14                 | 18 E-3A consegnati, che anche se registrati come velivoli del Lussemburgo, appartengono alla NATO. I 14 esemplari superstiti (l'ultimo dei quali è stato riconsegnato a dicembre 2018) sono stati sottoposti ad un upgrade del cockpit con tecnologia Global Air Traffic Management (GATM), concentrato su un nuovo sistema di gestione dei voli e sull'installazione di 50 nuove "scatole nere", nonché sull'integrazione dei sistemi avionici di sicurezza di volo. |          |
| Boeing E-7 Wedgetail           | Stati Uniti    | AWACS                          | E-7A                            | 0                  | 6 E-7A selezionati a novembre 2023, con consegna del primo aereo prevista entro il 2031. |          |
| Aerei per rifornimento in volo |                |                                |                                 |                    | |          |
| Airbus A330 MRTT               | Unione europea | aereo per rifornimento in volo | A330 MRTT                       | 7                  | 9 aerei di proprietà della NATO, ordinati nell'ambito del programma Multinational MRTT Unit (MMU) sottoscritto da Germania, Norvegia, Repubblica Ceca, Paesi Bassi, Belgio e Lussemburgo. Gli aerei portano le insegne della KLu olandese in quanto basati presso la base operativa principale di Eindhoven (Paesi Bassi). Un ulteriore aereo è stato ordinato a settembre 2020, portando a 9 il numero degli esemplari ordinati. Il 19 novembre 2020 è stato consegnato il terzo esemplare (T-056), che oltre alle capacità di rifornimento in volo è equipaggiato con apparecchiature MEDEVAC presso la base operativa avanzata. Il 23 marzo 2023 è stato ordinato un ulteriore esemplare che porta a 10 gli esemplari complessi i ordinati. Il 24 giugno 2025, sono stati ordinati ulteriori due aerei (portando il totale a 12 esemplari ordinati) e viene ufficializzato l'ingresso di Svezia e Danimarca nella Multinational MRTT Fleet. |          |
| Aerei da trasporto             |                |                                |                                 |                    | |          |
| Airbus A400M                   | Unione europea | Aereo da trasporto             | A400M                           | 1                  | 1 A400M consegnato. Verrà utilizzato in cooperazione con l'aeronautica belga. L'aereo è stato consegnato l'8 ottobre 2020. |          |
| Elicotteri                     |                |                                |                                 |                    | |          |
| Airbus Helicopters H145M       | Unione europea | elicottero utility             | H145M                           | 1                  | 2 H145M ordinati nel 2018, il primo dei quali è stato consegnato ad ottobre 2019. |          |